# Provinciale weg 817
De provinciale weg 817 (N817) is een provinciale weg in de Nederlandse provincie Gelderland, die een verbinding vormt tussen Ulft en Gendringen. Ten noorden van Ulft sluit de weg aan op de N317 richting Doetinchem.
De weg is uitgevoerd als tweestrooks-gebiedsontsluitingsweg met een maximumsnelheid van 80 km/h. Over de gehele lengte is inhalen toegestaan. De weg is binnen de gemeente Oude IJsselstreek bekend als de Oude IJsselweg.

## Geschiedenis
Oorspronkelijk was de huidige N817 onderdeel van Rijksweg 847, die van Ellecom via Doetinchem naar de Duitse grens bij Gendringen verliep. In het kader van de Wet herverdeling wegenbeheer kwam deze weg per 1 januari 1993 in beheer van de provincie Gelderland. Deze maakte het gedeelte tussen Ellecom en Ulft onderdeel van de N317 (die verder verloopt richting Dinxperlo). Het gedeelte tussen Ulft en Gendringen werd als N817 genummerd. Het gedeelte tussen Gendringen en de Duitse grens richting Anholt kwam in beheer van de gemeente Gendringen (sinds 2005 onderdeel van de gemeente Oude IJsselstreek).
N23 · N34 · N224 · N225 · N229 · N233 · N271 · N301 · N302 · N303 · N304 · N305 · N306 · N307 · N308 · N309 · N310 · N311 · N312 · N313 · N314 · N315 · N316 · N317 · N318 · N319 · N320 · N322 · N323 · N324 · N325/A325 · N326/A326 · N327 · N329 · N330 · N331 · N332 · N333 · N334 · N335 · N336 · N337 · N338 · N339 · N340 · N341 · N342 · N343 · N344 · N345 · N346 · N347 · N348/A348 · N349 · N350 · N351 · N352 · N375 · N377

N418 · N701 · N702 · N703 · N704 · N705 · N706 · N707 · N708 · N709 · N710 · N711 · N712 · N713 · N714 · N715 · N716 · N717 · N718 · N719 · N720 · N727 · N731 · N732 · N733 · N734 · N735 · N736 · N737 · N738 · N739 · N740 · N741 · N742 · N743 · N744 · N745 · N746 · N747 · N748 · N749 · N750 · N751 · N752 · N753 · N754 · N755 · N756 · N757 · N758 · N759 · N760 · N761 · N762 · N763 · N764 · N765 · N766 · N768 · N781 · N782 · N783 · N784 · N785 · N786 · N787 · N788 · N789 · N790 · N791 · N792 · N793 · N794 · N795 · N796 · N797 · N798 · N800 · N801 · N802 · N803 · N804 · N805 · N806 · N810 · N811 · N812 · N813 · N814 · N815 · N816 · N817 · N818 · N819 · N820 · N821 · N822 · N823 · N824 · N825 · N826 · N827 · N830 · N831 · N832 · N833 · N834 · N835 · N836 · N837 · N838 · N839 · N840 · N841 · N842 · N843 · N844 · N845 · N846 · N847 · N848 · N852 · N855

Cursief vermelde wegen zijn voormalige provinciale wegen.